# 深圳技术大学
深圳技术大学（英語：Shenzhen Technology University），简称深技大，位于广东省深圳市坪山区，是一所全日制本科公办省属应用型普通高等学校。
学校引进德国、瑞士等先进应用技术大学成功办学经验，探索高层次创新型、应用型人才培养新路径，目标建成一流的研究型技术大学，是深圳市第三所市属本科高校。

## 历史沿革
2015年，中共深圳市委和深圳市政府开始筹建深圳技术大学。
2016年，3月，深圳市人民政府办公厅发布《关于设立深圳技术大学筹备办公室的通知》；7月，深圳技术大学筹备办公室正式揭牌，筹备办公室设立在坪山区竹韵花园配套幼儿园（现为深圳技术大学幼儿园）；12月，深圳技术大学校园建设一期工程正式开工。
2017年，6月，深圳技术大学（筹）依托深圳大学应用技术学院，招收了光源与照明、物联网工程、机械设计制造及其自动化3个本科专业共226名学生；8月，深圳技术大学（筹）启动校区揭牌。
2018年，6月，深圳技术大学进入教育部发展规划司拟批准设置高校的公示；依托深圳大学的独立招生代码，开设9个本科专业进行招生，在光学工程、机械工程、计算机技术三个专业招收了32名研究生；11月30日，教育部印发《教育部关于同意建立深圳技术大学的函》，深圳技术大学正式获批。
2019年，1月，于德国雷根斯堡成立第一间海外办公室；6月，首次以深圳技术大学的独立招生代码，面向6个省份招收800名本科生；3月，质量和标准学院成立，由深圳市市场监管局、坪山区政府与学校共建；7月，深圳市教育局原局长张基宏教授出任深圳技术大学党委书记，深圳大学原副校长、深圳技术大学（筹）主任阮双琛教授出任深圳技术大学党委副书记、校长；8月，永久校区部分校舍（公共教学楼、北区宿舍等）开始投入使用；11月，举行成立大会，深圳技术大学正式成立。
2020年，3月，获批新增12个本科专业，文学、管理学、艺术学等相关专业开始招收文科类、艺术类考生；10月，开始与法国雷恩第一大学联合培养博士研究生。
2021年，1月，新增专升本招生；5月，获批硕士学位授予立项建设单位；城市交通与物流学院与深圳市地铁集团共建城市轨道交通学院；6月，新材料与新能源学院与中芯国际共建集成电路学院；依托深圳大学招收的首届213名本科生毕业；9月，深圳技术大学附属中学正式开学。
2022年，6月，获批为学士学位授予单位；7月，集成电路与光电芯片学院成立，升格为一级学院。
2023年，3月，城市交通与物流学院与顺丰速运共建丰学现代物流与供应链产业学院。11月，经广东省教育厅核准，《深圳技术大学章程》颁布，明确学校的建设定位为研究型技术大学。
2024年，2月，推出X-Talent Program拔尖创新人才培养项目；8月，首年招收外籍全日制本科生。
2025年，5月，在新媒体艺术专业试点开展“3+4”中本贯通招生项目。

## 管治架构

### 历任校长
| 任次 | 姓名   | 任期                | 备注                                                 |
| ---- | ------ | ------------------- | ---------------------------------------------------- |
| 1    | 阮双琛 | 2019年5月—2024年1月 | 深圳技术大学的主要开创者，曾任深圳技术大学（筹）主任 |

### 现任领导
| 现任领导                       | 现任领导   |
| ------------------------------ | ---------- |
| 党委书记                       | 陈秋明教授 |
| 党委副书记、纪委书记、监察专员 | 张岩鸿教授 |
| 副校长、大数据与互联网学院院长 | 梁永生教授 |
| 党委委员、副校长               | 明仲教授   |
| 党委委员、副校长               | 邓元龙教授 |

## 教学与研究

### 院系专业

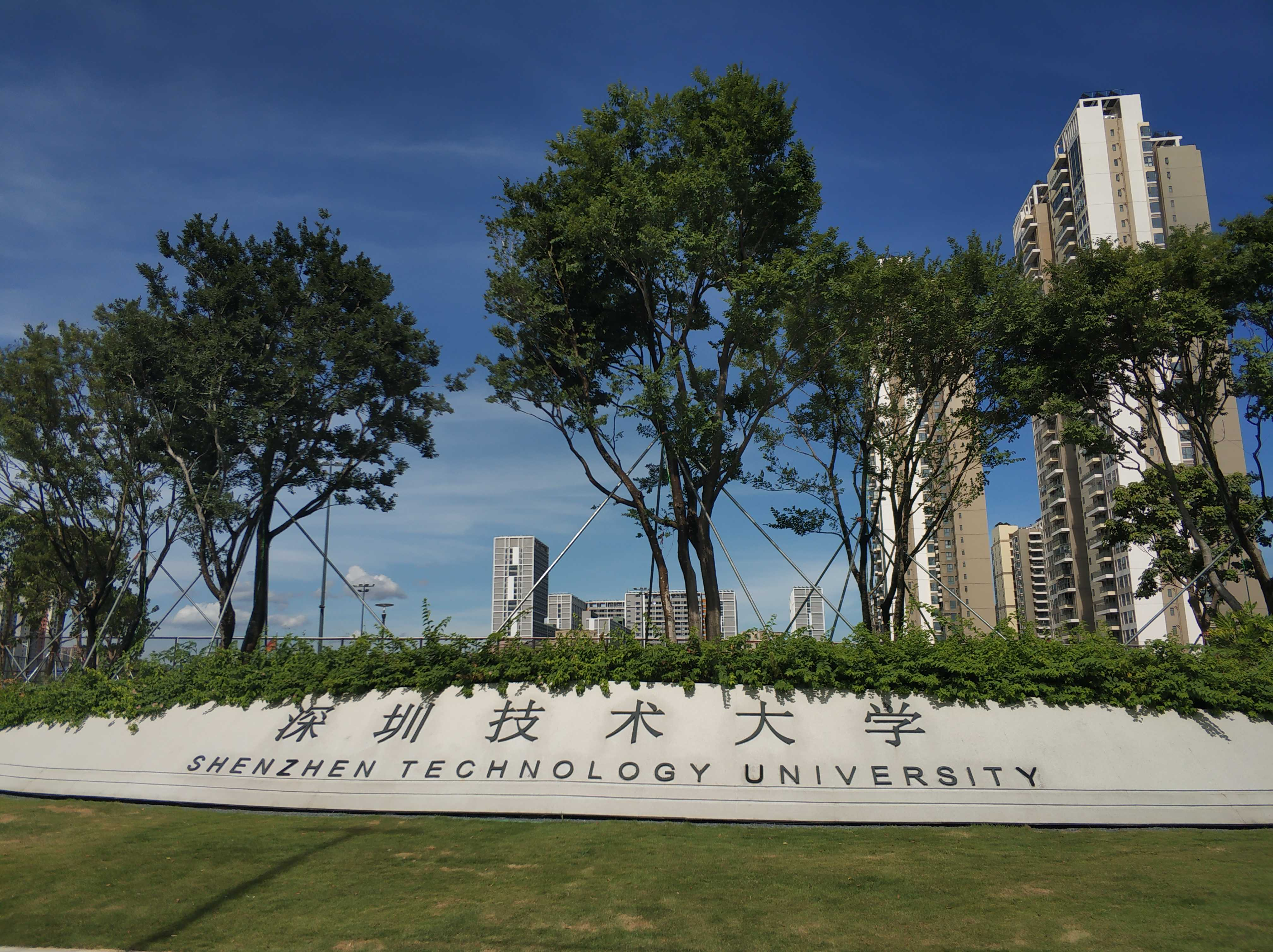
深圳技术大学校园广场

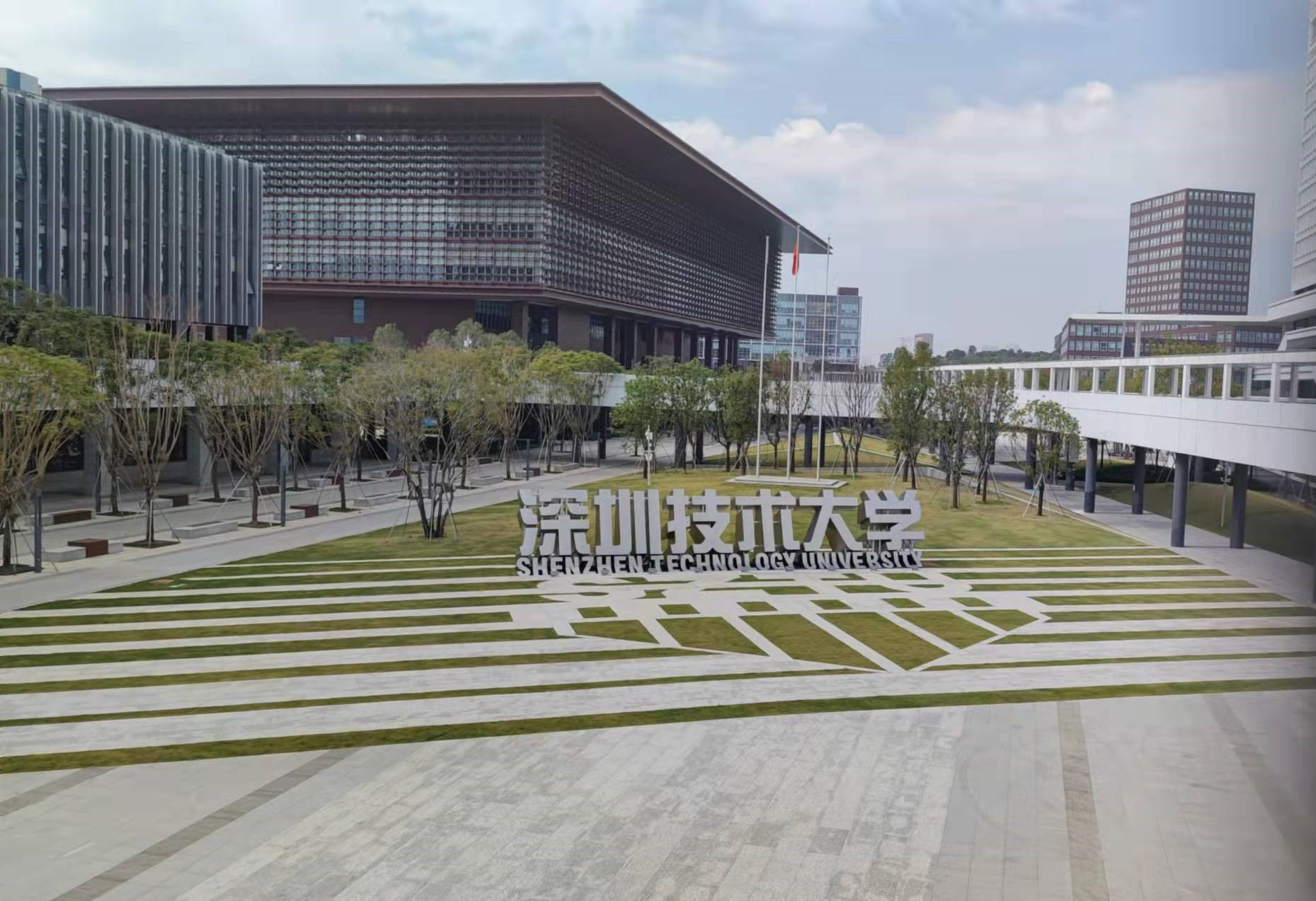
深圳技术大学校园中心

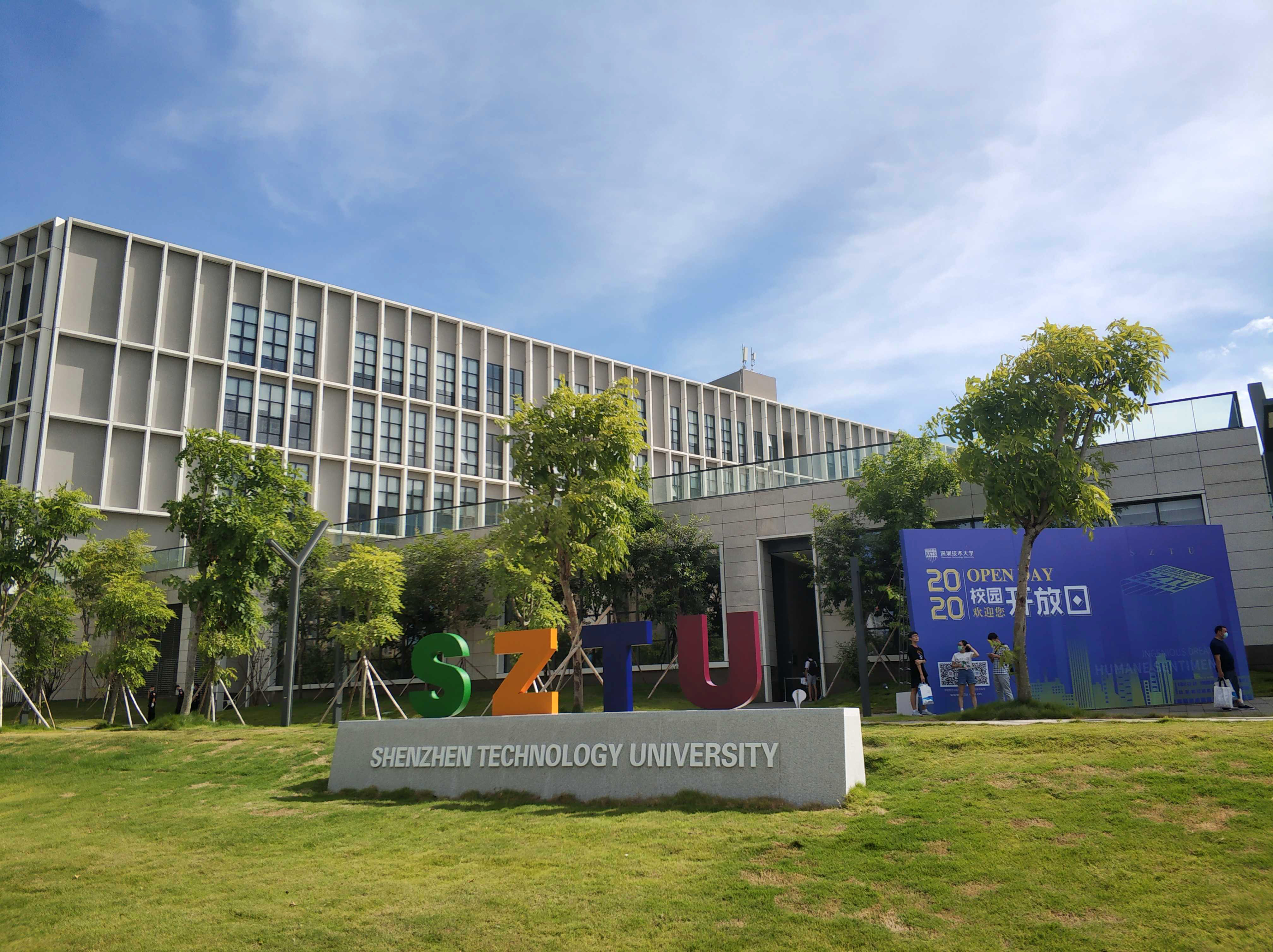
深圳技术大学永久校区校碑

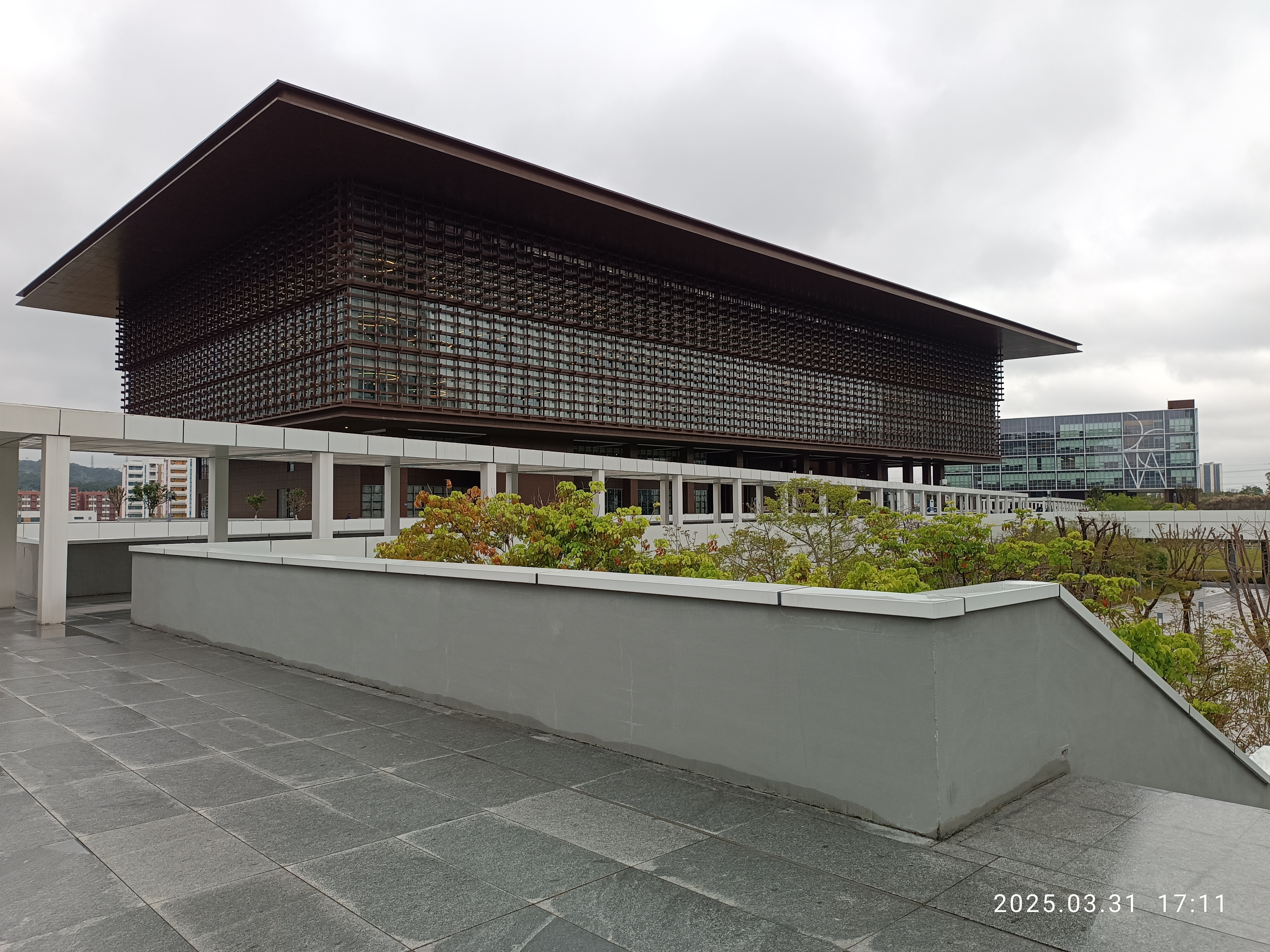
深圳技术大学图书馆

深圳技术大学以工学为主，逐步发展文学、理学、管理学、艺术学等学科。研究生教育依托深圳大学应用技术学院进行招生。
| 学院                           | 本科专业                                                                   |
| ------------------------------ | -------------------------------------------------------------------------- |
| 中德智能制造学院               | 机械设计制造及其自动化、电子科学与技术、自动化、机器人工程                 |
| 大数据与互联网学院             | 物联网工程、计算机科学与技术、数据科学与大数据技术、人工智能、网络空间安全 |
| 新材料与新能源学院             | 光源与照明、新能源科学与工程、材料科学与工程                               |
| 城市交通与物流学院             | 交通运输、物流管理、车辆工程、无人驾驶航空器系统工程                       |
| 健康与环境工程学院             | 生物医学工程、智能医学工程                                                 |
| 工程物理学院                   | 应用物理学、光电信息科学与工程、智能感知工程                               |
| 药学院（口腔学院）             | 药学、中药学、口腔医学技术、生物制药                                       |
| 集成电路与光电芯片学院         | 微电子科学与工程、集成电路设计与集成系统                                   |
| 创意设计学院                   | 工业设计、环境设计、艺术与科技、新媒体艺术                                 |
| 商学院                         | 国际商务、财务管理、市场营销                                               |
| 外国语学院                     | 德语、商务英语、英语                                                       |
| 音乐学院                       | 音乐表演                                                                   |
| 服饰技术学院                   | 服装与服饰设计                                                             |
| 质量和标准学院                 |                                                                            |
| 未来技术学院（创新创业学院）   |                                                                            |
| 马克思主义学院（人文社科学院） |                                                                            |
| 体育与艺术学院                 |                                                                            |

### 师资与学术
师资
2025年4月，深圳技术大学有专任教师870余人，其中教授116人、副教授235人。学院学科带头人均由国内外同行公认的国家级高层次人才担任。专业教师中有海外学习或研究工作经历的占比56%，专业教师中有企业技术研发经验的占比接近50%，从华为、大族激光、中兴通讯、深圳地铁集团等行业知名企业招聘技术总工、研发精英担任专任教师。
科研平台
2025年4月，深圳技术大学已建有化合物半导体器件及芯片广东省工程研究中心、广东省高功率超快激光及X射线装备工程技术研究中心、广东省感传算用一体化物联网工程技术研究中心、深圳市超金刚石与功能晶体应用技术重点实验室等18个省市级科研平台，校企共建联合实验室49个。此外，深圳技术大学还与境外高校共建7个联合实验室。

### 教学建设
教学语言
深圳技术大学的教学语言为汉语、英语和德语，曾要求所有专业的学生在入学第一年都必修德语，现仅为部分专业学生在入学第一年必修德语，以适应德语教学，入学第二年起根据不同的专业开启更高层次的德语学习。
授课课程
深圳技术大学对标德国应用技术教育，课程包括通识课程、专业基础课程、技术课程、技能实践课程和国际课程五大类，其中实践性课程学分超过60%，探索应用型人才培养新模式。

## 排名声誉
在2025年软科中国大学排名中，学校位列全国第294名。

## 校园

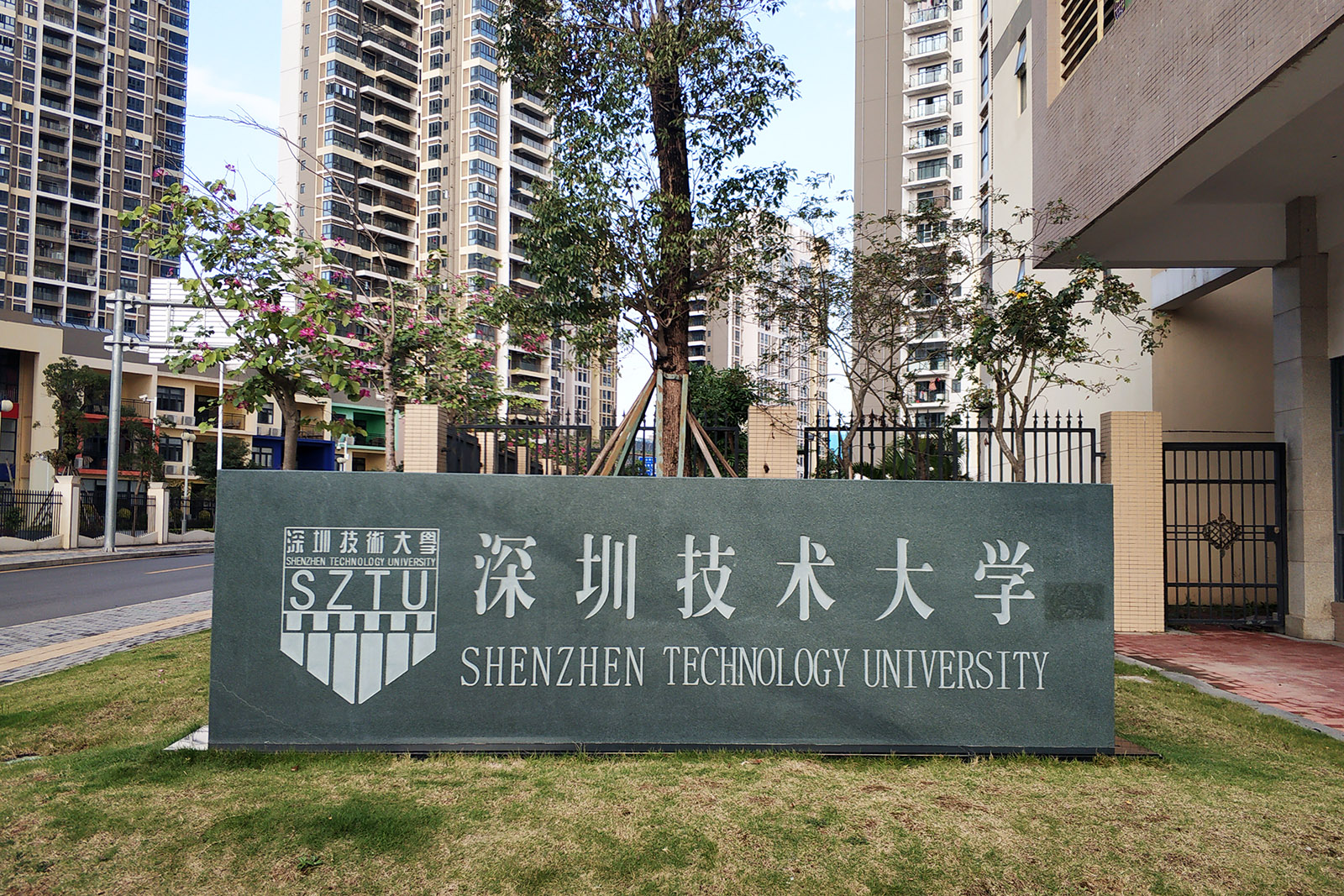
位于深圳技术大学启动校区的石碑

深圳技术大学总用地面积253公顷。其中，一、二期用地面积155.72万平方米，可建设用地面积128.85万平方米，管理用地面积26.87万平方米；远期发展用地面积97.28万平方米。

### 启动校区
使用深圳市第三职业技术学校、深圳市生物医药创新产业园、石井实训基地、马鞍岭实训基地的场地作为启动校区，竹韵花园作为学生宿舍。

### 一期校区

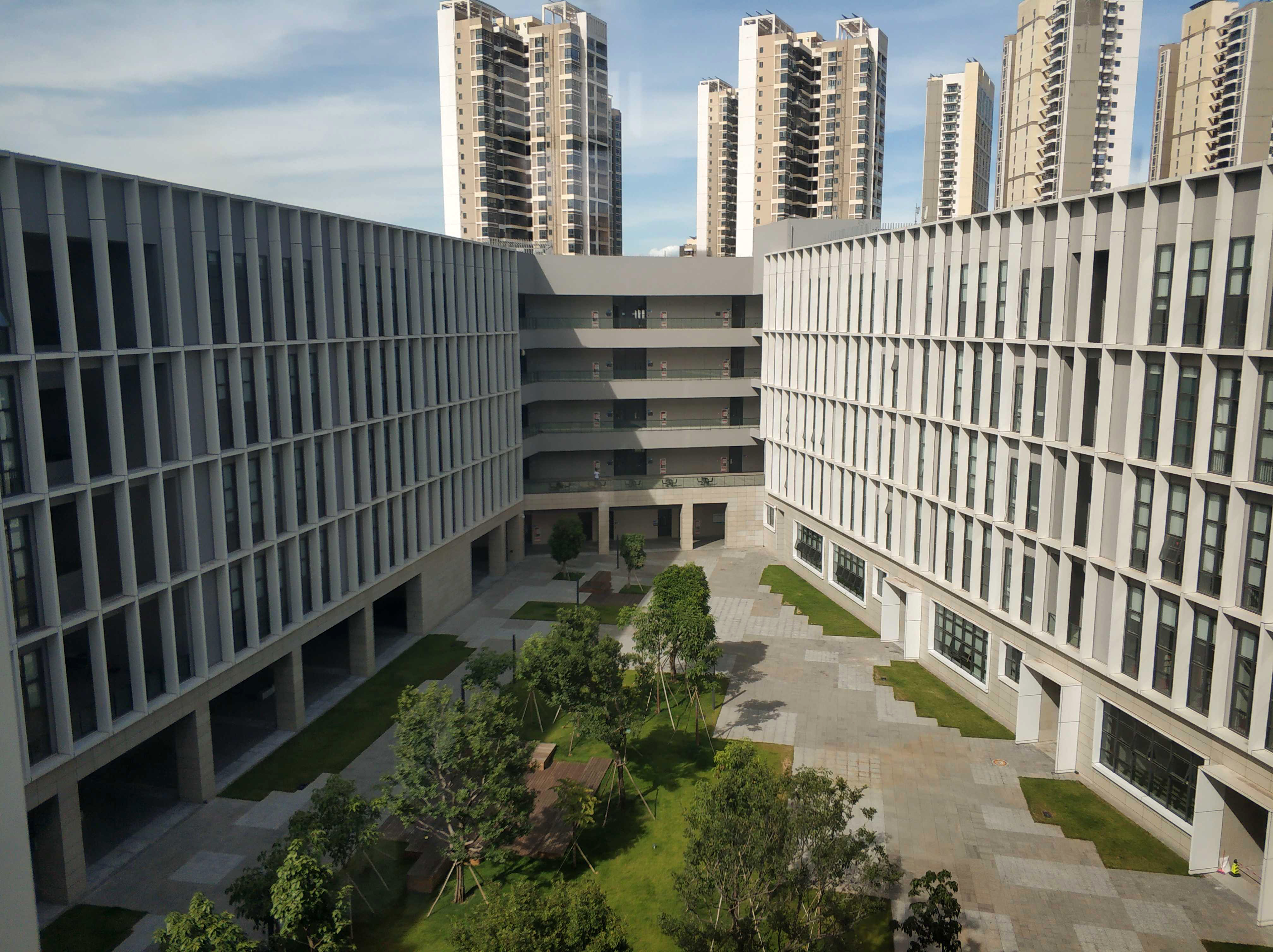
深圳技术大学公共教学楼

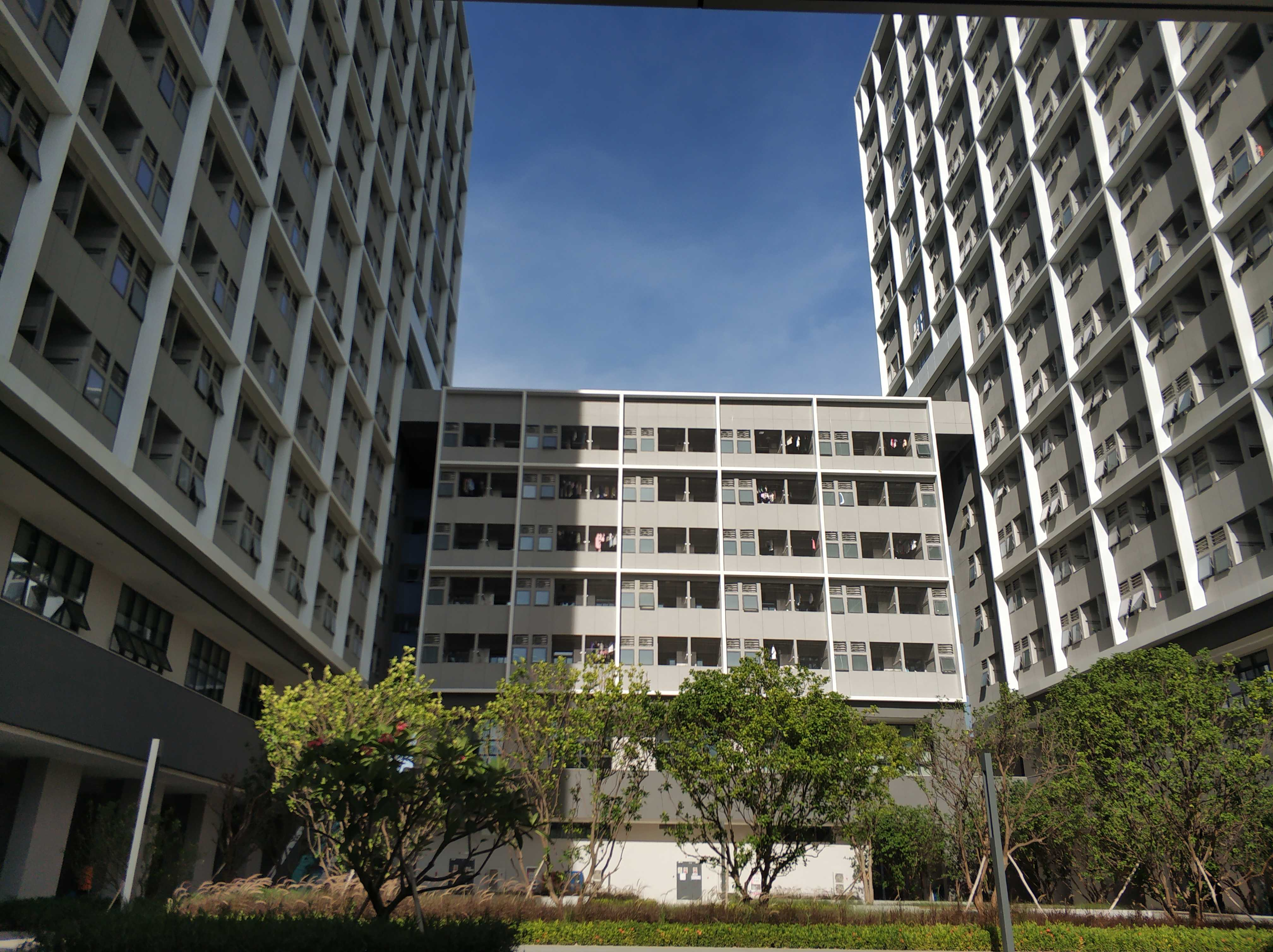
深圳技术大学宿舍

2017年2月，深圳技术大学一期工程开工。面积616209平方米，办学规模19000人，主要建筑包括教室、实验室、宿舍、食堂、院系办公用房、后勤附属用房、师生活动用房、教职工宿舍、留学生及外籍教师生活用房、学术交流中心等主要建筑，架空层、公共交通平台和室外体育场地等公共空间，同时建设全部图书馆、室内体育馆、会堂、校行政用房等功能建筑。
公共教学楼、北区宿舍、北区食堂、校医院于2019年8月交付使用，留学生及外籍教师公寓于2019年12月完成建设并交付使用，2021年9月一期校区全面启用，2022年9月南区生活区（南区宿舍和南区食堂）投入使用。
校园内不设任何围墙，以打造“没有围墙”的国际化应用型大学，首任校长阮双琛教授曾多次公开表示“打开围墙，学校才能与社会相融”的观点。此外还首创“空中大学”的设计理念，空中连廊贯穿整个校园，与外部市政道路有机结合，实现人车分流。
公共教学楼
深圳技术大学主要教学场地为公共教学楼，于2019年8月投入使用，共五层六翼，层高四米。楼内主要包括公共教室、计算机房、语音教室、自动录像教室、同传翻译室、自习室、创新实践室等公共教学用房，共200多间教室（其中44间为智慧教室），可满足1.9万名学生上课需求。
图书馆

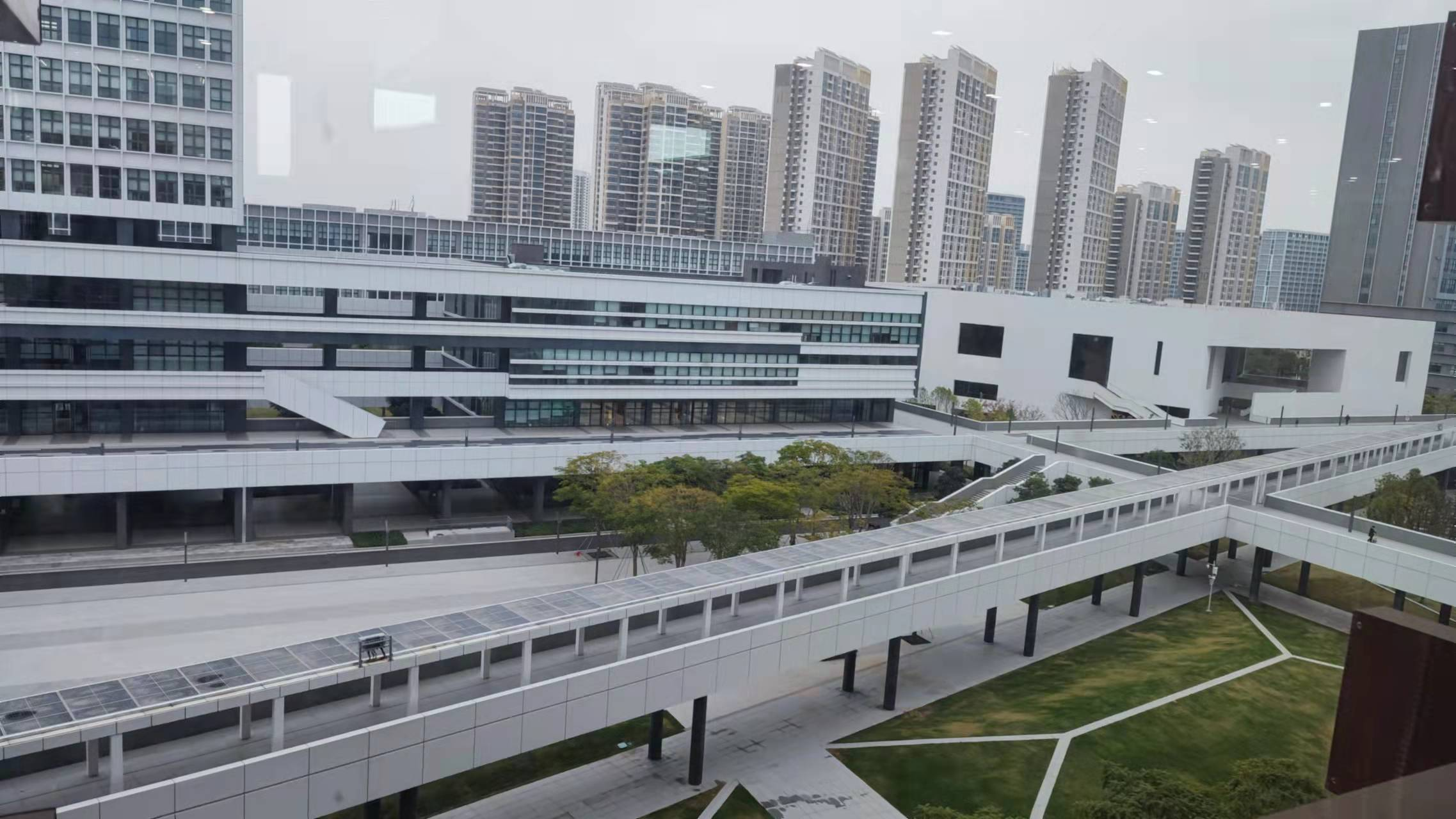
深圳技术大学空中连廊

深圳技术大学图书馆建筑面积7.5万平方米，是深圳市单体面积最大的高校图书馆，截至2021年8月，有纸质图书50.51万册，可访问电子图书190.87万册，电子期刊166.27万册，学位论文1071.97万册。
北区宿舍
深圳技术大学北区宿舍建筑面积为133700平方米，共18层，由学生宿舍、师生活动中心和自修室组成，均为4人间宿舍，共设有宿舍3000余间，可满足近1.1万学生的住宿需求。
南区宿舍
深圳技术大学南区宿舍分A、B、C三个区域，共有1510个宿舍间，均为4人间宿舍，可满足近6000名学生的住宿需求。

## 国际合作

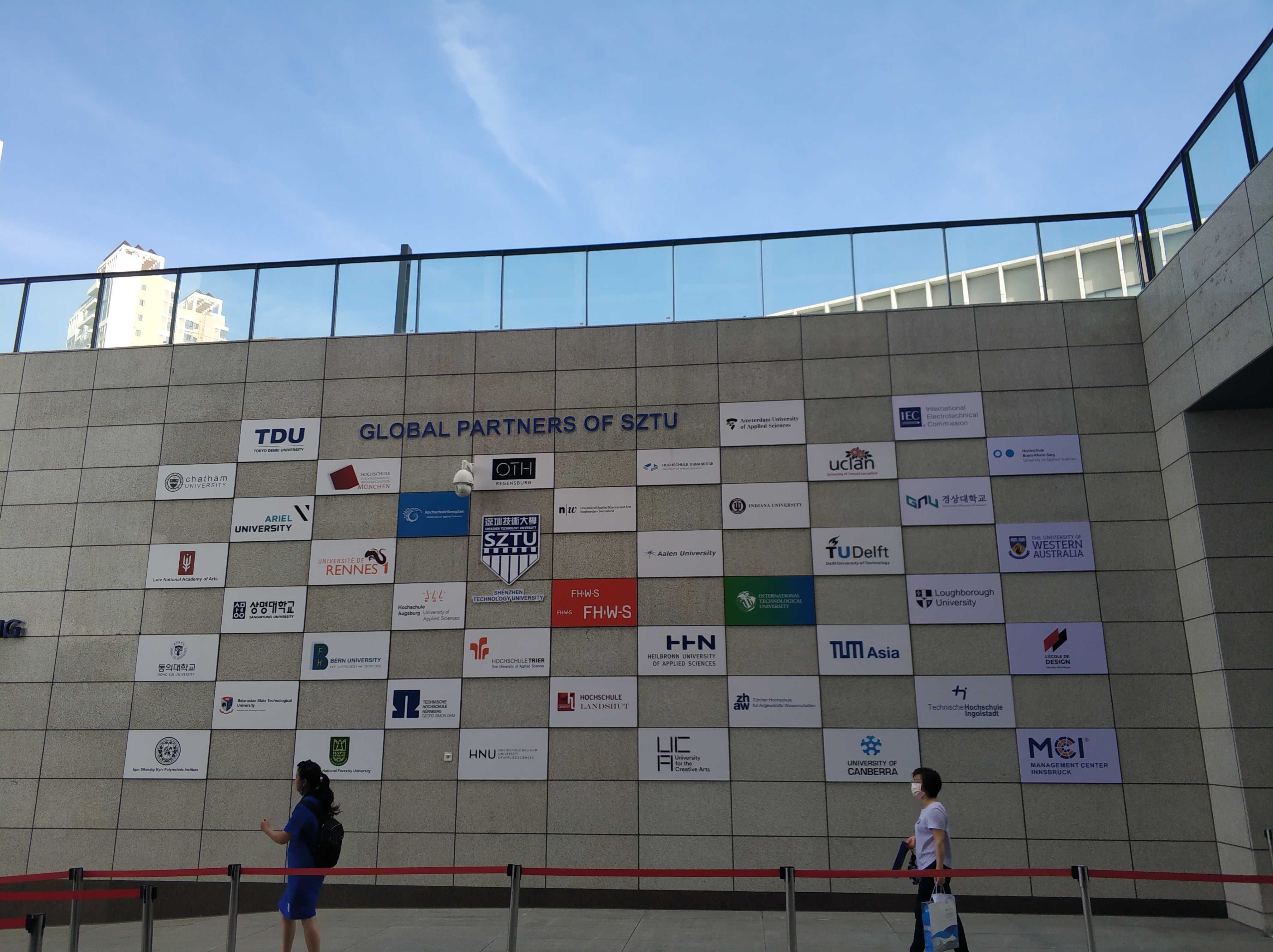
位于深圳技术大学公共教学楼的国际伙伴墙

- 深圳技术大学-巴伐利亚州应用技术大学合作联盟
- 德国：奥格斯堡应用技术大学、维尔茨堡-施韦因富特应用技术大学、东巴伐利亚应用技术大学（雷根斯堡）、肯普滕应用技术大学、慕尼黑应用技术大学、纽伦堡乔治·西蒙·欧姆应用技术大学、雷根斯堡应用技术大学、阿伦应用技术大学、慕尼黑工业大学亚洲分校、奥斯纳布吕克应用技术大学、新乌尔姆应用技术大学、波恩-莱茵-锡格应用技术大学、因戈尔施塔特应用技术大学、特里尔应用技术大学、海尔布隆应用技术大学
- 瑞士：瑞士应用技术大学联盟、西北应用科学与艺术大学、伯尔尼应用技术大学
- 荷蘭：阿姆斯特丹应用技术大学、代尔夫特理工大学
- 美国：国际科技大学、亚利桑那大学、佛罗里达理工学院、查塔姆大学、硅谷科技大学
- 法國：雷恩第一大学、南特大西洋设计学院
- 奥地利：奥地利因斯布鲁克管理中心
- ：祥明大学、东义大学、国立庆尚大学
- 新加坡：新加坡科技设计大学
- 比利时：安特卫普Artesis Plantijn大学学院
- 日本：东京电机大学、千叶大学
- 英国：创意艺术大学、中央兰开夏大学、拉夫堡大学
- ：堪培拉大学、西澳大学
- 乌克兰：国立技术大学、国立林业大学、利沃夫艺术大学
- 以色列：阿里尔大学
- 白俄羅斯：国立工艺大学

## 校园文化
- 新生高桌晚宴
- 国际教学周“巴伐利亚文化之夜”

## 附属机构

### 附属学校
- 深圳技术大学附属中学：位于坪山区坑梓街道沙田社区，为深圳市教育局及深圳技术大学直属的36班高级中学，于2021年9月开学[21]。
- 深圳技术大学附属学校（光明）：位于光明区玉塘街道田寮社区，为光明区与深圳技术大学合作办学的36班初级中学，于2022年9月开学[40][41]。
- 深圳技术大学幼儿园：位于坪山区石井街道竹韵花园，为坪山区委托深圳技术大学运营的12班幼儿园，于2020年10月正式开园[42][43]。
- 深圳技术大学附属第二幼儿园：位于坪山区龙田街道坪河雅苑小区，为坪山区委托深圳技术大学运营的18班幼儿园，于2022年10月正式开园[44]。

### 附属医院
- 深圳技术大学附属福永人民医院：宝安区福永人民医院，2024年9月25日揭牌附属。

## 外部連結
- 深圳技术大学 （页面存档备份，存于） （中文）